# Tumalo Mountain
Tumalo Mountain ist ein Schildvulkan im Bundesstaat Oregon, USA. Andere nahegelegene Vulkane sind der Mount Bachelor im Südwesten und der Broken Top im Nordwesten. Etwa 27 km östlich des Tumalo Mountain liegt die Stadt Bend. Sie ist der County Seat des Deschutes County, auf dessen Gebiet sich der Vulkan erhebt. Der United States Forest Service (Forstverwaltung der Vereinigten Staaten) errichtete in den 1930er Jahren auf dem Gipfel einen Waldbrandwachtturm, der jedoch in den 1970ern aufgegeben und kurz darauf abgerissen wurde.

## Tourismus
Der Cascade Lakes Scenic Byway verläuft direkt südlich des Tumalo Mountain. Eiszeitliche Gletscher formten den Nordosthang des Berges zu einem geneigten Kessel, der besonders bei Freeridern als Ski- und Snowboardgebiet beliebt ist. Ein Wanderweg führt auf dem Südwesthang zum Gipfel.